# ネビュラロマンス
ネビュラロマンス（英題: Nebula Romance）は、日本のテクノポップユニットPerfumeの楽曲で、2025年4月2日にデジタル配信シングルとしてリリースされた。アルバム『Nebula Romance: Part I』のタイトル曲にあたる。

## 背景と制作
この楽曲は、Perfumeの20周年・25周年記念として構想された二部構成のコンセプトアルバム『Nebula Romance: Part I』（2024年9月20日先行配信、10月30日CD発売）からの先行シングルであり、作詞・作曲・編曲・プロデュースは中田ヤスタカが担当した。

## メディア評価
海外音楽ブログ Random J Pop では、
> “Nebula Romance sees Yasutaka Nakata with his foot still firmly in the 80s… This song gives me hope that it could and move forward.”
と評価されている。

## ミュージック・ビデオ
本楽曲単体では現時点で公式MVの公開は確認されていない。しかし、アルバム収録の「Cosmic Treat」にはSFアクション要素を取り入れた壮大なMVが制作されており、都内近郊ロケ3日＋スタジオ1日の撮影を経て、架空歌番組「Mr. MIC SHOW」や宇宙兵士としての演出などで話題となった。なお、『ネビュラロマンス 前篇』のMV制作にはキャラクターデザインも製作されており、アニメーター・Acky Brightによる世界観設計が関与している。

## タイアップ
『ネビュラロマンス』前篇は、ゲームアプリ『レーシングマスター』とのコラボ曲、アニメ『BEYBLADE X』エンディングテーマ、展覧会「Perfume Disco‑Graphy」テーマソング、映画『すみっコぐらし ツギハギ工場のふしぎなコ』主題歌など、複数メディアとタイアップしている。

## チャート成績
単体チャートの記録は未確認だが、収録アルバムはオリコン週間デジタルアルバムチャート3位、Billboard Japan Top Albums Sales・Hot Albumsで5位、ダウンロードアルバムで2位を記録している。

## ライブ披露
- **Perfume 10th Tour “ネビュラロマンス” Episode 1**（2024年12月～2025年4月）の最終公演となった千葉 DAY2（2025年4月20日）で初めてライブ演奏された[7]。